# Klein timoteegras
Klein timoteegras of kleine timothee (Phleum pratense subsp. serotinum, synoniemen: Phleum bertolonii en Phleum nodosum) is een vaste plant, die behoort tot de grassenfamilie (Gramineae oftewel Poaceae). De soort staat op de Nederlandse Rode lijst van planten als algemeen voorkomend en stabiel of in aantal toegenomen.
De plant wordt 10-50 cm hoog met kruipende, vegetatieve stengels. Klein timoteegras onderscheidt zich van timoteegras (Phleum pratense subsp. pratense), doordat deze laatste hoger wordt, een langere aarpluim en geen kruipende stengels heeft. Ook heeft klein timoteegras 14 chromosomen in een cel en timoteegras 42. De onderste knoop of knopen van de stengel zijn knolvormig verdikt.
Het tongetje (ligula) van de vegetatieve stengelbladen is meestal spits met een grote driehoekige tand.
Klein timoteegras bloeit van juni tot augustus met een geelachtige of groene aarpluim, die meestal niet langer is dan 6 cm. De 2-3 mm lange aartjes hebben 0,5-1 mm lange kafnaalden. De vrucht is een 2 mm lange en 1 mm brede graanvrucht.

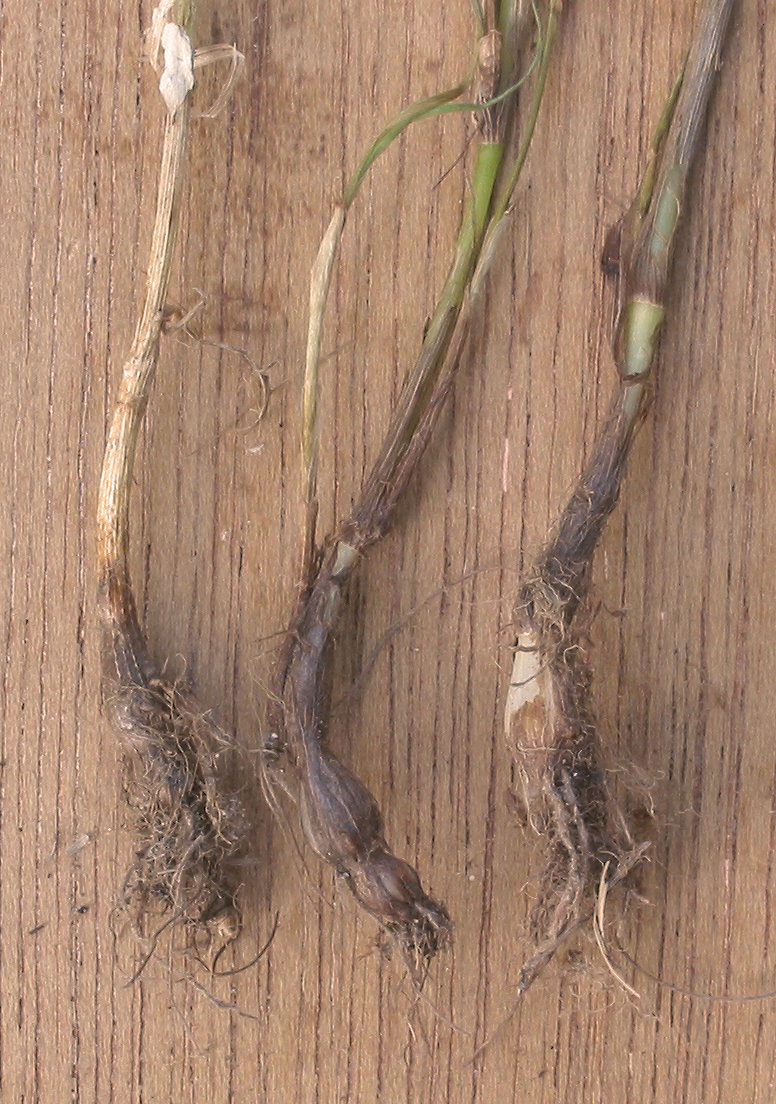
knolletjes
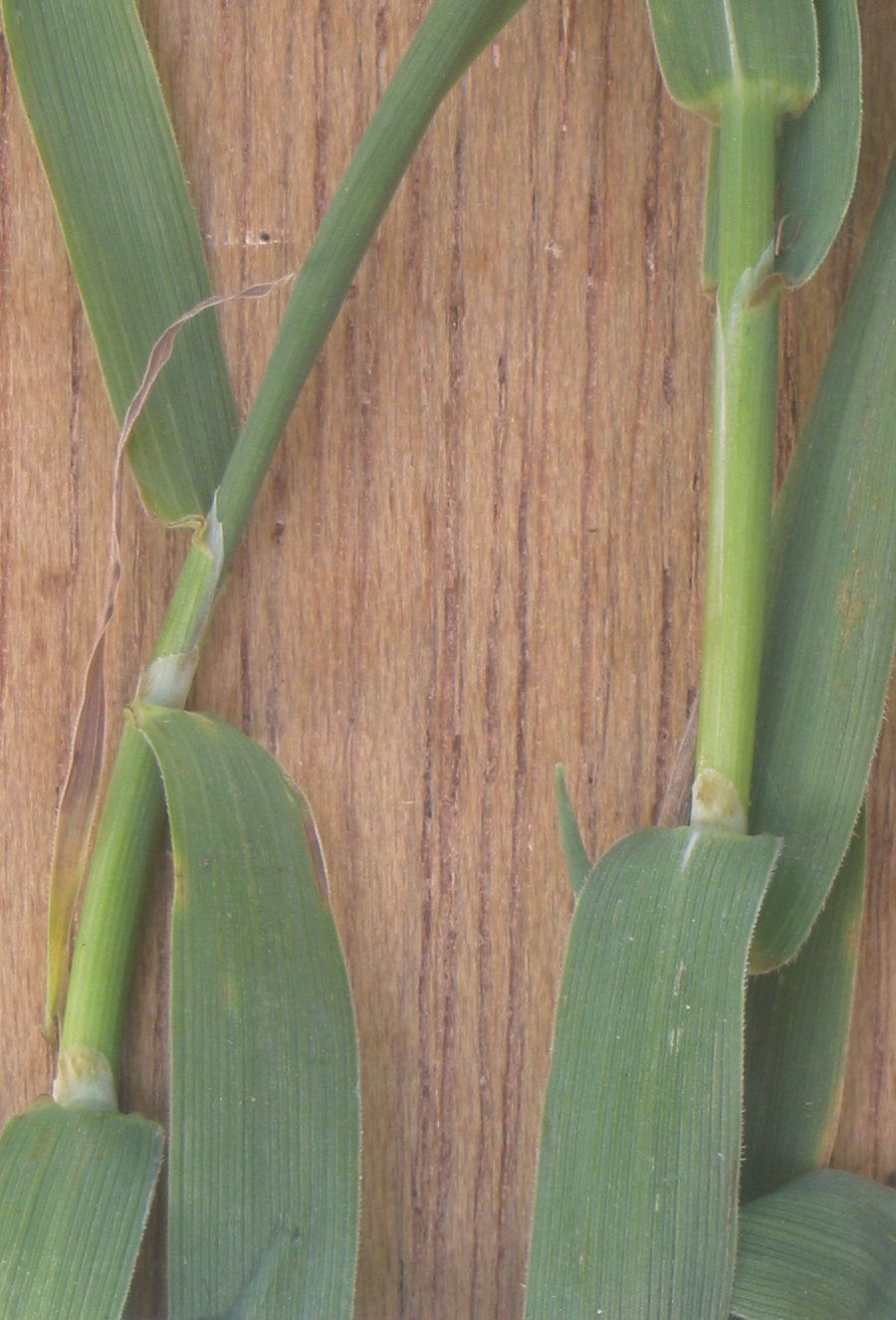
ligula
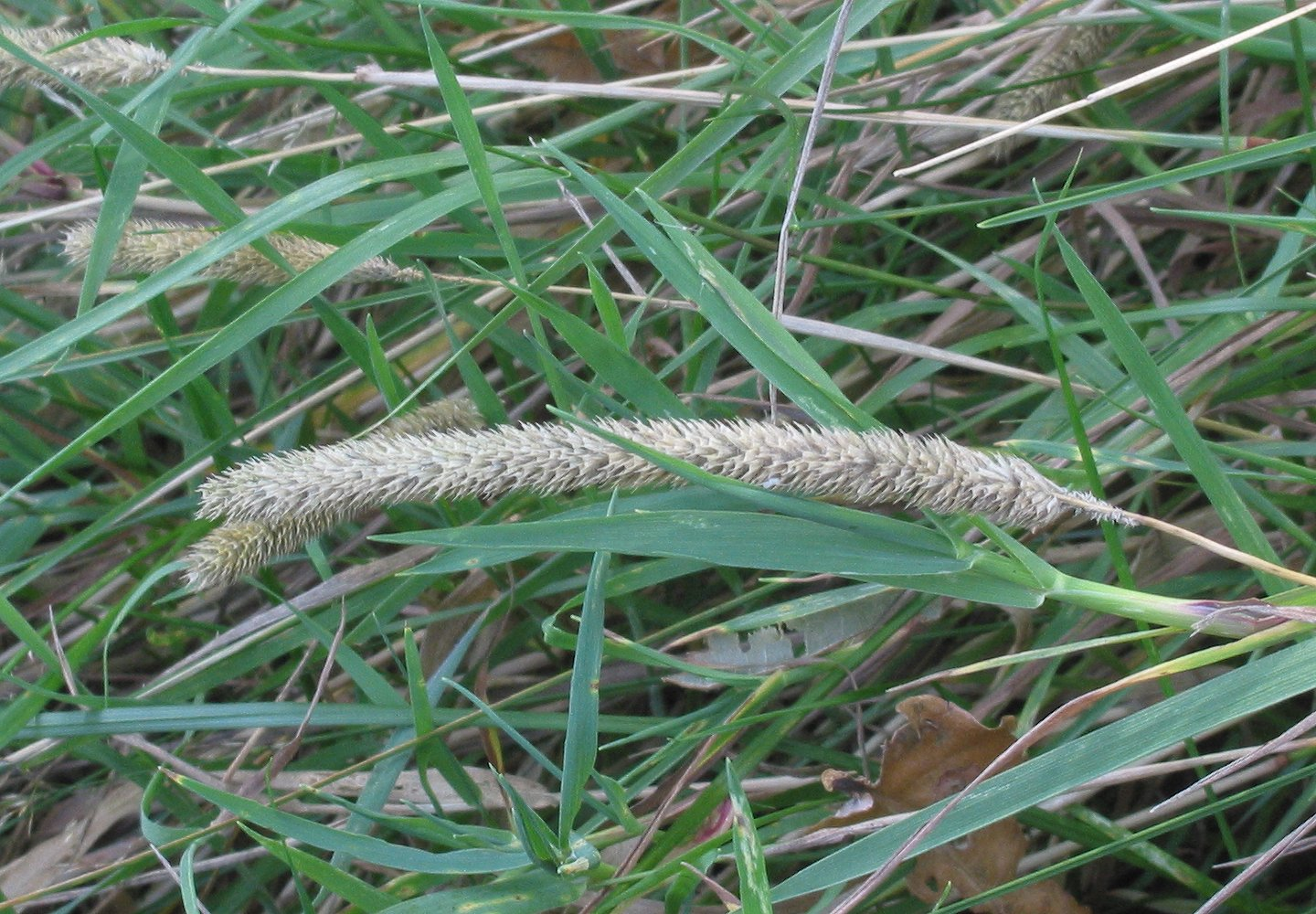
Aarpluim
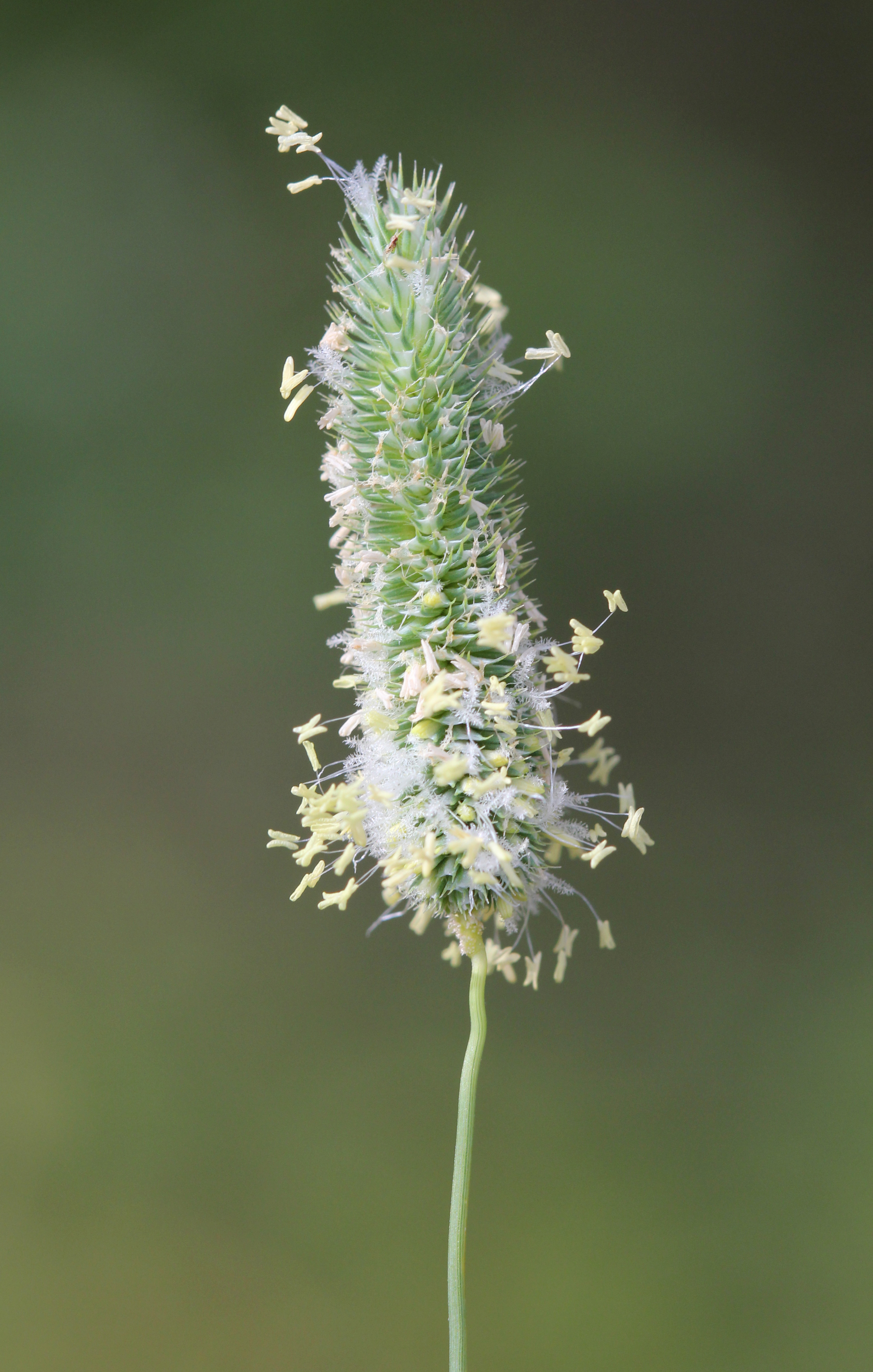
Bloeiende aarpluim

De plant komt voor op vochtige tot droge, vrij voedselarme grond.

## Plantengemeenschap
Klein timoteegras is een kensoort voor Trifolio-Festucetalia ovinae, een orde van plantengemeenschappen van soortenrijke, droge graslanden op voedselarme zandige bodems.

## Namen in andere talen
- Duits: Zwiebellieschgras
- Engels: Small timothy, Bertolinii-timothy
- Frans: Fléole noueuse, Fléole diploïde